# Mercedes Menafra
María de las Mercedes Menafra Rodríguez (sinh ngày 20 tháng 6 năm 1943) là một doanh nhân người Uruguay. Bà từng đảm nhiệm vai trò Đệ nhất Phu nhân Uruguay từ năm 2000 đến năm 2005, với tư cách là phu nhân của Tổng thống Jorge Batlle. Bà hiện là Chủ tịch của tổ chức phi lợi nhuận Todos por Uruguay.

## Tiểu sử
Mercedes Menafra sinh ra trong một gia đình có truyền thống ngành dược. Cha bà là một dược sĩ, đồng thời điều hành chuỗi nhà thuốc Menafra tại Punta del Este – hiện vẫn thuộc sở hữu của gia đình. Mẹ bà, bà Mercedes, cũng là dược sĩ và giảng viên tại Khoa Hóa học của Đại học Cộng hòa (Universidad de la República).
Bà theo học tiểu học và trung học tại Trường Quốc gia José Pedro Varela (Colegio Nacional José Pedro Varela), sau đó tốt nghiệp cử nhân Luật và tiếp tục học tại Khoa Luật và Khoa học Xã hội, Đại học Cộng hòa. Bà thông thạo ba ngoại ngữ: tiếng Anh, tiếng Pháp và tiếng Ý. Từ cuộc hôn nhân đầu tiên, bà có một con gái tên là María Paula.
Năm 1977, Menafra thành lập công ty xuất khẩu riêng trong lĩnh vực dệt may thủ công. Đến năm 1989, bà kết hôn với Jorge Batlle, khi đó đang giữ chức Thượng nghị sĩ của Đảng Cộng hòa. Mười năm sau, ông Batlle đắc cử Tổng thống Uruguay, và bà trở thành Đệ nhất Phu nhân vào năm 2000.
Từ năm 1995 đến năm 2000, bà giữ chức Chủ tịch Trung tâm Casa de Gardel, nơi hỗ trợ phục hồi chức năng và cung cấp các hoạt động giải trí cho người khuyết tật. Cùng thời gian này, bà tích cực tham gia vào các hoạt động xã hội và đấu tranh vì quyền phụ nữ.
Năm 1999, Mercedes Menafra được trao Giải thưởng Artigas dành cho Phụ nữ Uruguay, ghi nhận những đóng góp của bà trong việc thúc đẩy sự công nhận vai trò của phụ nữ. Năm 2000, bà tiếp tục nhận được Giải thưởng Doanh nhân nữ do Hiệp hội Doanh nhân nữ Ibero-Mỹ trao tặng.
Năm 2001, Menafra được các nhà báo Uruguay vinh danh với Giải thưởng Phụ nữ của năm, cùng với Bằng khen Danh dự năm 2001, vì các hoạt động đại diện và bảo vệ quyền lợi phụ nữ tại quốc gia này. Tháng 4 năm 2001, trong chuyến thăm Nhật Bản, bà được Tổ chức Soka Gakkai International trao tặng danh hiệu vì những đóng góp trong việc thúc đẩy các giá trị nhân văn toàn cầu. Đến tháng 6 cùng năm, bà được bầu làm đại diện cho phụ nữ toàn cầu, trong số 165 quốc gia thành viên của tổ chức này.
Ngày 5 tháng 12 năm 2001, bà tiếp tục được vinh danh với Giải thưởng Tình nguyện viên Xã hội dành cho Phụ nữ, nhân dịp Năm Quốc tế về Tình nguyện, do tổ chức Voces Solidarias trao tặng.
Mercedes Menafra cũng là người sáng lập tổ chức phi lợi nhuận Todos por Uruguay, tập trung triển khai các chương trình phát triển cộng đồng trong các lĩnh vực sau: Made Here (Hàng hóa nội địa), Scholastic Smiles (Nụ cười học đường), The Creole Table (Ẩm thực truyền thống), Musical Journey (Hành trình âm nhạc), Different Capacities (Hỗ trợ người khuyết tật), United Hands (Bàn tay đoàn kết), Computers for More Schools (Máy tính cho các trường học còn thiếu thốn).
Ngày 1 tháng 3 năm 2005, nhiệm kỳ của bà với tư cách Đệ nhất Phu nhân Uruguay kết thúc. Tuy nhiên, bà tiếp tục giữ chức Chủ tịch Todos por Uruguay. Ngày 8 tháng 3 năm 2006, nhân Ngày Quốc tế Phụ nữ, tại khách sạn Jean Clevers ở Punta del Este, tổ chức Zonta Punta del Este–Maldonado, thành viên của Zonta International, đã trao tặng bà danh hiệu Phụ nữ của năm 2005.
Chồng bà, cựu Tổng thống Jorge Batlle, qua đời vào ngày 24 tháng 10 năm 2016.